# بول نيكولاس (لاعب كرة قدم)
باول نيكولاس اغويلار (بالفرنسية: Paul Nicolas)‏ (4 نوفمبر 1899 باريس فرنسا - 3 مارس 1959 فرنسا) هو لاعب كرة قدم فرنسي سابق كان يلعب كمهاجم.

## مسيرته

### مسيرته مع المنتخبات الوطنية
- 1920 - 1931 لعب مع منتخب فرنسا لكرة القدم 35 مباراة سجل خلالها 20 هدف.

## وصلات خارجية
باول نيكولاس اغويلار على موقع الاتحاد الدولي (مؤرشف)  (الإنجليزية)
- باول نيكولاس اغويلار على موقع قاعدة بيانات كرة القدم.إي يو (الإنجليزية)
- باول نيكولاس اغويلار على موقع ناشيونال فوتبول تيمز (الإنجليزية)
- باول نيكولاس اغويلار على موقع أوليمبيديا (الإنجليزية)